# Riu Bellós
El riu Bellós és un curs d'aigua de la península ibèrica, afluent del Cinca. Discorre pel nord de la província espanyola d'Osca. El riu neix als Pirineus. El seu curs segueix una direcció sud i, després de deixar a la seva dreta localitats com Vió i Puyarruego i a la seva esquerra Puértolas i Escalona, acaba desembocant al Cinca prop d'aquesta última. Apareix descrit al quart volum del Diccionari geogràfic-estadístic-històric d'Espanya i les seves possessions d'Ultramar de Pascual Madoz. A mitjans del segle XIX, segons Madoz, en el seu curs es pescaven excel·lents truites. Pertany a la conca hidrogràfica de l'Ebre i les seves aigües acaben abocades a la Mediterrània.